# Albert Gsänger
Albert Gsänger (* 23. Dezember 1922 in Nürnberg; † 3. März 1969 ebenda) war ein deutscher Politiker der SPD.

## Leben
Nach dem Besuch der Volksschule machte Gsänger die Lehre zum Schornsteinfeger und übte diesen Beruf ab Anfang 1940 als Geselle aus. 1941 wurde er in den Wehrdienst einberufen, bis zum Ende des Zweiten Weltkriegs gehörte er der Wehrmacht an. Nach dem Krieg nahm er den bisherigen Beruf wieder auf, 1946 absolvierte er die Meisterprüfung mit Erfolg. 1955 bestellte man ihn zum Bezirks-Schornsteinfegermeister, zwei Jahre wählte man ihn zum stellvertretenden Obermeister der Schornsteinfegerinnung Mittelfranken. 1951 wurde er ehrenamtlicher Stadtrat in Nürnberg. Bei der Landtagswahl 1962 bewarb er sich erfolgreich für das Direktmandat und gehörte dem Bayerischen Landtag bis 1966 für eine Wahlperiode an.
Gsänger hinterließ seine Frau und ein Kind.